# روز ملی یوزپلنگ
روزِ نُهم شهریورماه یادروزِ آسیب دیدنِ گروهی از یوزهای ایرانی در شهرستانِ بافق، روزِ ملیِ یوزپلنگ ایرانی نام‌گرفته‌است.

## تاریخچه
در روزِ ۹ شهریور سال ۱۳۷۳ در شهرستانِ بافق و در گرمای تابستان، یک یوزپلنگِ ماده به همراهِ سه توله‌اش برای نوشیدنِ آب به سوی نخلستان‌های اطرافِ بافق آمد، اما در میانِ تعدادی از مردمِ محلیِ ناآگاه محاصره می‌شود و مادر پس از مدتی مقاومت در برابرِ حملات و ضرباتِ مردم که با سنگ و چوب به او وارد می‌شود، فرار می‌کند اما سه توله‌اش گرفتار می‌شوند.
یکی از شاهدان، خود را به ادارهٔ محیطِ زیستِ بافق می‌رساند و مأمورانِ محیطِ زیست را آگاه می‌کند. هنگامیکه مأمورانِ اداره به محل می‌رسند با لاشهٔ بیجانِ یکی از توله‌ها مواجه می‌شوند اما دو تولهٔ دیگر با وجودِ جراحاتِ شدید همچنان زنده بودند و به یزد منتقل می‌شوند. شدتِ ضربات وارده بر سر و روی یکی از توله‌ها باعثِ مرگِ او در میانهٔ راه می‌شود.

### تولهٔ سوم
تولهٔ سوم در یزد به وسیلهٔ دامپزشک درمانِ سطحی می‌شود اما برای نجات از مرگ بلافاصله به تهران منتقل می‌شود.

### ماده‌یوزِ مادر
طبق گزارش‌های محیط‌بانانِ بافق، 'ماده‌یوزِ مادر، هر روز به نزدیکیِ شهر و نخلستان می‌آید تا توله‌های خود را جستجو کند اما بعد از یک هفته جستجویِ ناکام، دیگر در محیط دیده نشد.

### ماریتا

ماریتا در پارک پردیسان تهران

تولهٔ بازمانده، ماریتا نام گرفت و بعد از مدتی بهبود یافت. اما تا دی ماه ۱۳۸۲ در پارک پردیسان تهران باقی ماند و در همان‌جا پس از ۹ سال مُرد.. هر چند دو توله جان باختند و ماریتا نجات یافت اما ماریتا بازمانده‌ای بود که به دلیلِ تنهایی و نبودِ جفت، هرگز نتوانست کمکی به رفعِ انقراضِ یوزپلنگ‌ها کند.
این روز با ابتکار انجمن یوزپلنگ ایرانی در سال ۱۳۸۶ و با توجه به اینکه یوزپلنگ از مهم‌ترین گونه‌های جانوریِ درمعرضِ انقراض در ایران می‌باشد و در ایران نیاز به حفاظت دارد به این نام، نام‌گذاری شد.

## وضعیت فعلی یوزپلنگ در ایران
یوزپلنگ آسیایی (ایرانی) یکی از گونه‌های در بحران انقراض جهان می‌باشد. بر اساس آمارهای ارائه‌شده، امروزه در حدود ۷۰ تا ۱۲۰ قلاده یوزپلنگ آسیایی در بیش از ۱۰ زیستگاه در مناطق مختلف کشور زندگی می‌کند که بیشتر به بیابان‌های دشت کویر در نیمه شرقی کشور مانند پناهگاه حیات وحش میاندشت محدود می‌شود.